# Arnebija
Arnebija (lat. Arnebia), biljni iz porodice boražinovki. Postoji tridesetak vrsta trajnica koje pripadaju ovom rodu, a raširene su poglavito po Aziji i Africi. U Hrvatskoj nema nijednog predstavnika.
Rod je 1775 opisao Peter Forsskål

## Vrste
1. Arnebia afghanica (Kitam.) Rech.f. & Riedl
2. Arnebia benthamii (Wall. ex G.Don) I.M.Johnst.
3. Arnebia bhattacharyyae Ambrish & S.K.Srivast.
4. Arnebia cana (Tzvelev) Czerep.
5. Arnebia coerulea Schipcz.
6. Arnebia decumbens (Vent.) Coss. & Kralik
7. Arnebia densiflora (Ledeb. ex Nordm.) Ledeb.
8. Arnebia euchroma (Royle ex Benth.) I.M.Johnst.
9. Arnebia fimbriata Maxim.
10. Arnebia fimbriopetala Stocks
11. Arnebia guttata Bunge
12. Arnebia hispidissima (Sieber ex Lehm.) A.DC.
13. Arnebia inconspicua Hemsl.
14. Arnebia johnstonii Riedl
15. Arnebia ladakhensis Ambrish & P.Singh
16. Arnebia latibracteata Riedl
17. Arnebia leptosiphonoides Vatke
18. Arnebia lindbergiana (Rech.f.) I.M.Johnst.
19. Arnebia linearifolia A.DC.
20. Arnebia minima Wettst. ex Stapf
21. Arnebia nandadeviensis Chandra Sek. & R.S.Rawal
22. Arnebia nepalensis (Kitam.) H.Hara
23. Arnebia obovata Bunge
24. Arnebia paucisetosa A.D.Li
25. Arnebia purpurascens (A.Rich.) Baker
26. Arnebia rechingeri Riedl
27. Arnebia sewerzowii Regel
28. Arnebia simulatrix Riedl
29. Arnebia speciosa Aitch. & Hemsl.
30. Arnebia stenocalyx Riedl
31. Arnebia szechenyi Kanitz
32. Arnebia tinctoria Forssk.
33. Arnebia transcaspica Popov
34. Arnebia tschimganica (B.Fedtsch.) G.L.Zhu
35. Arnebia ugamensis (Popov) Riedl
36. Arnebia violascens Riedl
37. Arnebia waziristanica Riedl

## Vanjske poveznice
|  | Zajednički poslužitelj ima još gradiva o temi Arnebia |
|  | Wikivrste imaju podatke o taksonu Arnebia             |